# Nippoleucon hinumensis
Nippoleucon hinumensis is een zeekommasoort uit de familie van de Leuconidae. De wetenschappelijke naam van de soort werd in 1967 voor het eerst geldig gepubliceerd door Gamo.

## Verspreiding
Nippoleucon hinumensis is een kleine, in zee levende kreeftachtige. De soort is inheems in de noordwestelijke Stille Oceaan, waar het bekend is uit Japan en Korea. Het is geïntroduceerd aan de westkust van Noord-Amerika, waar het in 1977 voor het eerst werd gemeld vanuit Coos Bay, Oregon. Het niet-inheemse verspreidingsgebied strekt zich nu uit van Puget Sound, Washington tot Port Hueneme, Californië. Het leeft meestal begraven tussen zandige en modderige sedimenten, maar zwemt in de waterkolom om te paren. De ecologische effecten ervan zijn niet goed bestudeerd, maar het kan een belangrijk onderdeel zijn van estuariene voedselwebben, als filtervoeder en prooidier voor vissen en ongewervelde dieren.